# Major League Soccer 2003
La temporada 2003 de la Major League Soccer (MLS) fue la 8ª edición realizada de la primera división del fútbol en los Estados Unidos. San Jose Earthquakes fueron los campeones de la MLS Cup por segunda vez luego de vencer en la final al Chicago Fire por 4-2.

## Tabla de posiciones

### Conferencia Este
| Pos. | Equipos                | PJ | G  | E | P  | GF | GC | Dif. | Pts. |
| ---- | ---------------------- | -- | -- | - | -- | -- | -- | ---- | ---- |
| 1    | Chicago Fire           | 30 | 15 | 8 | 7  | 53 | 43 | 10   | 53   |
| 2    | New England Revolution | 30 | 12 | 9 | 9  | 55 | 47 | 8    | 45   |
| 3    | MetroStars             | 30 | 11 | 9 | 10 | 40 | 40 | 0    | 42   |
| 4    | D.C. United            | 30 | 10 | 9 | 11 | 38 | 36 | 2    | 39   |
| 5    | Columbus Crew          | 30 | 10 | 8 | 12 | 44 | 44 | 0    | 38   |

     Clasifica a los playoffs.

### Conferencia Oeste
| Pos. | Equipos              | PJ | G  | E | P  | GF | GC | Dif. | Pts. |
| ---- | -------------------- | -- | -- | - | -- | -- | -- | ---- | ---- |
| 1    | San Jose Earthquakes | 30 | 14 | 9 | 7  | 45 | 35 | 10   | 51   |
| 2    | Kansas City Wizards  | 30 | 11 | 9 | 10 | 48 | 44 | 4    | 42   |
| 3    | Colorado Rapids      | 30 | 11 | 7 | 12 | 40 | 45 | -5   | 40   |
| 4    | Los Angeles Galaxy   | 30 | 9  | 9 | 12 | 35 | 35 | 0    | 36   |
| 5    | Dallas Burn          | 30 | 6  | 5 | 19 | 35 | 64 | -29  | 23   |

     Clasifica a los playoffs.

### Tabla General
| Pos. | Equipos                | PJ | G  | E | P  | GF | GC | Dif. | Pts. |
| ---- | ---------------------- | -- | -- | - | -- | -- | -- | ---- | ---- |
| 1    | Chicago Fire           | 30 | 15 | 8 | 7  | 53 | 43 | 10   | 53   |
| 2    | San Jose Earthquakes   | 30 | 14 | 9 | 7  | 45 | 35 | 10   | 51   |
| 3    | New England Revolution | 30 | 12 | 9 | 9  | 55 | 47 | 8    | 45   |
| 4    | Kansas City Wizards    | 30 | 11 | 9 | 10 | 48 | 44 | 4    | 42   |
| 5    | MetroStars             | 30 | 11 | 9 | 10 | 40 | 40 | 0    | 42   |
| 6    | Colorado Rapids        | 30 | 11 | 7 | 12 | 40 | 45 | -5   | 40   |
| 7    | D.C. United            | 30 | 10 | 9 | 11 | 38 | 36 | 2    | 39   |
| 8    | Columbus Crew          | 30 | 10 | 8 | 12 | 44 | 44 | 0    | 38   |
| 9    | Los Angeles Galaxy     | 30 | 9  | 9 | 12 | 35 | 35 | 0    | 36   |
| 10   | Dallas Burn            | 30 | 6  | 5 | 19 | 35 | 64 | -29  | 23   |

     MLS Supporters' Shield, Play-offs

     Play-offs

## Postemporada
|  | Semifinales de conferencia | Semifinales de conferencia | Semifinales de conferencia |                        |                      | Finales de conferencia | Finales de conferencia | Finales de conferencia |    |              | MLS Cup | MLS Cup | MLS Cup |  |
|  |                            |                            |                            |                        |                      |                        |                        |                        |    |              |         |         |         |  |
|  |                            |                            |                            |                        |                      |                        |                        |                        |    |              |         |         |         |  |
|  | E1                         | Chicago Fire               |                            |                        |                      |                        |                        |                        |    |              |         |         |         |  |
|  | E1                         | Chicago Fire               |                            |                        |                      |                        |                        |                        |    |              |         |         |         |  |
|  | E4                         | D.C. United                |                            |                        |                      |                        |                        |                        |    |              |         |         |         |  |
|  | E4                         | D.C. United                |                            | E1                     | Chicago Fire         | 1                      |                        |                        |    |              |         |         |         |  |
|  | Conferencia Este           |                            |                            | E1                     | Chicago Fire         | 1                      |                        |                        |    |              |         |         |         |  |
|  |                            |                            | E2                         | New England Revolution | 0                    |                        |                        |                        |    |              |         |         |         |  |
|  | E2                         | New England Revolution     | E2                         | New England Revolution | 0                    |                        |                        |                        |    |              |         |         |         |  |
|  | E2                         | New England Revolution     |                            |                        |                      |                        |                        |                        |    |              |         |         |         |  |
|  | E3                         | MetroStars                 |                            |                        |                      |                        |                        |                        |    |              |         |         |         |  |
|  | E3                         | MetroStars                 |                            |                        |                      |                        |                        |                        | E1 | Chicago Fire | 2       |         |         |  |
|  |                            |                            |                            |                        |                      |                        |                        |                        | E1 | Chicago Fire | 2       |         |         |  |
|  |                            |                            | O1                         | San Jose Earthquakes   | 4                    |                        |                        |                        |    |              |         |         |         |  |
|  | O1                         | San Jose Earthquakes       | O1                         | San Jose Earthquakes   | 4                    |                        |                        |                        |    |              |         |         |         |  |
|  | O1                         | San Jose Earthquakes       |                            |                        |                      |                        |                        |                        |    |              |         |         |         |  |
|  | O4                         | Los Angeles Galaxy         |                            |                        |                      |                        |                        |                        |    |              |         |         |         |  |
|  | O4                         | Los Angeles Galaxy         |                            | O1                     | San Jose Earthquakes | 3                      |                        |                        |    |              |         |         |         |  |
|  | Conferencia Oeste          |                            |                            | O1                     | San Jose Earthquakes | 3                      |                        |                        |    |              |         |         |         |  |
|  |                            |                            | O2                         | Kansas City Wizards    | 2                    |                        |                        |                        |    |              |         |         |         |  |
|  | O2                         | Kansas City Wizards        | O2                         | Kansas City Wizards    | 2                    |                        |                        |                        |    |              |         |         |         |  |
|  | O2                         | Kansas City Wizards        |                            |                        |                      |                        |                        |                        |    |              |         |         |         |  |
|  | O3                         | Colorado Rapids            |                            |                        |                      |                        |                        |                        |    |              |         |         |         |  |
|  | O3                         | Colorado Rapids            |                            |                        |                      |                        |                        |                        |    |              |         |         |         |  |
|  |                            |                            |                            |                        |                      |                        |                        |                        |    |              |         |         |         |  |

### MLS Cup 2003
| 23 de noviembre de 2003 | Chicago Fire                   | 2:4 (0:2) | San Jose Earthquakes                         | The Home Depot Center, Carson, California              |                                                        |
|                         | Beasley 49' · Roner 54' (a.g.) |           | Ekelund 5' · Donovan 38' 71' · Mulrooney 50' | Asistencia: 27.000 espectadores Árbitro(s): Brian Hall | Asistencia: 27.000 espectadores Árbitro(s): Brian Hall |

|                                         |
|                                         |
| Campeón San Jose Earthquakes 2.° título |

## Goleadores
| Jugador               | Equipo                 | Goles |
| --------------------- | ---------------------- | ----- |
| Carlos Ruiz           | Los Angeles Galaxy     | 15    |
| Taylor Twellman       | New England Revolution | 15    |
| Ante Razov            | Chicago Fire           | 14    |
| John Spencer          | Colorado Rapids        | 14    |
| Landon Donovan        | San Jose Earthquakes   | 12    |
| Brian McBride         | Columbus Crew          | 12    |
| Predrag Radosavljević | Kansas City Wizards    | 12    |
| Mark Chung            | Colorado Rapids        | 11    |
| Damani Ralph          | Chicago Fire           | 11    |
| Edson Buddle          | Columbus Crew          | 10    |
| Pat Noonan            | New England Revolution | 10    |

## Premios y reconocimientos

### Jugador del mes
| Mes        | Futbolista     | Equipo                 |
| ---------- | -------------- | ---------------------- |
| Abril      | Landon Donovan | San Jose Earthquakes   |
| Mayo       | Preki          | Kansas City Wizards    |
| Junio      | Ante Razov     | Chicago Fire           |
| Julio      | Mark Chung     | Colorado Rapids        |
| Agosto     | Carlos Ruiz    | Los Angeles Galaxy     |
| Septiembre | Landon Donovan | San Jose Earthquakes   |
| Octubre    | Pat Noonan     | New England Revolution |

### Equipo ideal de la temporada
| Pos. | Futbolista            | Equipo               |
| ---- | --------------------- | -------------------- |
| POR  | Pat Onstad            | San Jose Earthquakes |
| DEF  | Carlos Bocanegra      | Chicago Fire         |
| DEF  | Ryan Nelsen           | D.C. United          |
| DEF  | Eddie Pope            | MetroStars           |
| MED  | Chris Armas           | Chicago Fire         |
| MED  | DaMarcus Beasley      | Chicago Fire         |
| MED  | Mark Chung            | Colorado Rapids      |
| MED  | Landon Donovan        | San Jose Earthquakes |
| MED  | Predrag Radosavljević | Kansas City Wizards  |
| DEL  | Ante Razov            | Chicago Fire         |
| DEL  | John Spencer          | Colorado Rapids      |

### Reconocimientos individuales
| Premio                  | Ganador               | Equipo               |
| ----------------------- | --------------------- | -------------------- |
| Jugador Más Valioso     | Predrag Radosavljević | Kansas City Wizards  |
| Bota de Oro             | Predrag Radosavljević | Kansas City Wizards  |
| Entrenador del año      | Dave Sarachan         | Chicago Fire         |
| Portero del año         | Pat Onstad            | San Jose Earthquakes |
| Defensa del año         | Carlos Bocanegra      | Chicago Fire         |
| Novato del año          | Damani Ralph          | Chicago Fire         |
| Gol del año             | Damani Ralph          | Chicago Fire         |
| Espírirtu de superación | Chris Armas           | Chicago Fire         |
| Fair Play               | Brian McBride         | Columbus Crew        |
| Humanitario del año     | Ben Olsen             | D.C. United          |
| Árbitro del año         | Brian Hall            | Brian Hall           |